# Elusa gigantea
Elusa gigantea là một loài bướm đêm trong họ Noctuidae.